# Taoufik Bokri
Taoufik Bokri, né le 4 décembre 1930 à Tunis et décédé le 16 juin 1996, est un footballeur tunisien.
Arrière gauche venu de Hammam Lif, il préfère opter pour le Club africain plutôt que pour l'équipe phare de l'époque. Sa frappe de balle impressionnante le désigne comme le spécialiste des balles arrêtées et des coups francs lointains.

## Carrière
- 1954-1960 : Club africain (Tunisie)